# Liste des titres musicaux numéro un au Royaume-Uni en 1982
Cette page liste les titres classés no 1 des ventes de disques au Royaume-Uni pour l'année 1982 selon The Official Charts Company.
Les classements hebdomadaires sont issus des UK Singles Chart et UK Albums Chart.

## Classement des singles
| №  | Date         | Artiste                         | Titre                              | Référence |
| -- | ------------ | ------------------------------- | ---------------------------------- | --------- |
| 1  | 3 janvier    | The Human League                | Don't You Want Me                  |           |
| 2  | 10 janvier   | Bucks Fizz                      | The Land of Make Believe           |           |
| 3  | 17 janvier   | Bucks Fizz                      | The Land of Make Believe           |           |
| 4  | 24 janvier   | Shakin' Stevens                 | Oh Julie                           |           |
| 5  | 31 janvier   | Kraftwerk                       | Computer Love / The Model          |           |
| 6  | 7 février    | The Jam                         | Town Called Malice (en) / Precious |           |
| 7  | 14 février   | The Jam                         | Town Called Malice (en) / Precious |           |
| 8  | 21 février   | The Jam                         | Town Called Malice (en) / Precious |           |
| 9  | 28 février   | Tight Fit (en)                  | The Lion Sleeps Tonight            |           |
| 10 | 7 mars       | Tight Fit (en)                  | The Lion Sleeps Tonight            |           |
| 11 | 14 mars      | Tight Fit (en)                  | The Lion Sleeps Tonight            |           |
| 12 | 21 mars      | Goombay Dance Band              | Seven Tears                        |           |
| 13 | 28 mars      | Goombay Dance Band              | Seven Tears                        |           |
| 14 | 4 avril      | Goombay Dance Band              | Seven Tears                        |           |
| 15 | 11 avril     | Bucks Fizz                      | My Camera Never Lies               |           |
| 16 | 18 avril     | Paul McCartney et Stevie Wonder | Ebony and Ivory                    |           |
| 17 | 25 avril     | Paul McCartney et Stevie Wonder | Ebony and Ivory                    |           |
| 18 | 2 mai        | Paul McCartney et Stevie Wonder | Ebony and Ivory                    |           |
| 19 | 9 mai        | Nicole                          | A Little Peace                     |           |
| 20 | 16 mai       | Nicole                          | A Little Peace                     |           |
| 21 | 23 mai       | Madness                         | House of Fun                       |           |
| 22 | 30 mai       | Madness                         | House of Fun                       |           |
| 23 | 6 juin       | Adam Ant                        | Goody Two Shoes                    |           |
| 24 | 13 juin      | Adam Ant                        | Goody Two Shoes                    |           |
| 25 | 20 juin      | Charlene (en)                   | I've Never Been to Me              |           |
| 26 | 27 juin      | Captain Sensible                | Happy Talk                         |           |
| 27 | 4 juillet    | Captain Sensible                | Happy Talk                         |           |
| 28 | 11 juillet   | Irene Cara                      | Fame                               |           |
| 29 | 18 juillet   | Irene Cara                      | Fame                               |           |
| 30 | 25 juillet   | Irene Cara                      | Fame                               |           |
| 31 | 1er août     | Dexys Midnight Runners          | Come On Eileen                     |           |
| 32 | 8 août       | Dexys Midnight Runners          | Come On Eileen                     |           |
| 33 | 15 août      | Dexys Midnight Runners          | Come On Eileen                     |           |
| 34 | 22 août      | Dexys Midnight Runners          | Come On Eileen                     |           |
| 35 | 29 août      | Survivor                        | Eye of the Tiger                   |           |
| 36 | 5 septembre  | Survivor                        | Eye of the Tiger                   |           |
| 37 | 12 septembre | Survivor                        | Eye of the Tiger                   |           |
| 38 | 19 septembre | Survivor                        | Eye of the Tiger                   |           |
| 39 | 26 septembre | Musical Youth                   | Pass the Dutchie                   |           |
| 40 | 3 octobre    | Musical Youth                   | Pass the Dutchie                   |           |
| 41 | 10 octobre   | Musical Youth                   | Pass the Dutchie                   |           |
| 42 | 17 octobre   | Culture Club                    | Do You Really Want to Hurt Me      |           |
| 43 | 24 octobre   | Culture Club                    | Do You Really Want to Hurt Me      |           |
| 44 | 31 octobre   | Culture Club                    | Do You Really Want to Hurt Me      |           |
| 45 | 7 novembre   | Eddy Grant                      | I Don't Wanna Dance                |           |
| 46 | 14 novembre  | Eddy Grant                      | I Don't Wanna Dance                |           |
| 47 | 21 novembre  | Eddy Grant                      | I Don't Wanna Dance                |           |
| 48 | 28 novembre  | The Jam                         | Beat Surrender                     |           |
| 49 | 5 décembre   | The Jam                         | Beat Surrender                     |           |
| 50 | 12 décembre  | Renée and Renato (en)           | Save Your Love                     |           |
| 51 | 19 décembre  | Renée and Renato (en)           | Save Your Love                     |           |
| 52 | 26 décembre  | Renée and Renato (en)           | Save Your Love                     |           |

## Classement des albums
| №  | Date         | Artiste                   | Titre                            | Référence |
| -- | ------------ | ------------------------- | -------------------------------- | --------- |
| 1  | 3 janvier    | The Human League          | Dare                             |           |
| 2  | 10 janvier   | The Human League          | Dare                             |           |
| 3  | 17 janvier   | The Human League          | Dare                             |           |
| 4  | 24 janvier   | Barbra Streisand          | Love Songs                       |           |
| 5  | 31 janvier   | Barbra Streisand          | Love Songs                       |           |
| 6  | 7 février    | Barbra Streisand          | Love Songs                       |           |
| 7  | 14 février   | Barbra Streisand          | Love Songs                       |           |
| 8  | 21 février   | Barbra Streisand          | Love Songs                       |           |
| 9  | 28 février   | Barbra Streisand          | Love Songs                       |           |
| 10 | 7 mars       | Barbra Streisand          | Love Songs                       |           |
| 11 | 14 mars      | The Jam                   | The Gift (en)                    |           |
| 12 | 21 mars      | Barbra Streisand          | Love Songs                       |           |
| 13 | 28 mars      | Barbra Streisand          | Love Songs                       |           |
| 14 | 4 avril      | Iron Maiden               | The Number of the Beast          |           |
| 15 | 11 avril     | Iron Maiden               | The Number of the Beast          |           |
| 16 | 18 avril     | Status Quo                | 1+9+8+2                          |           |
| 17 | 25 avril     | Barry Manilow             | Barry Live in Britain            |           |
| 18 | 2 mai        | Paul McCartney            | Tug of War                       |           |
| 19 | 9 mai        | Paul McCartney            | Tug of War                       |           |
| 20 | 16 mai       | Madness                   | Complete Madness                 |           |
| 21 | 23 mai       | Madness                   | Complete Madness                 |           |
| 22 | 30 mai       | Roxy Music                | Avalon                           |           |
| 23 | 6 juin       | Madness                   | Complete Madness                 |           |
| 24 | 13 juin      | Roxy Music                | Avalon                           |           |
| 25 | 20 juin      | Roxy Music                | Avalon                           |           |
| 26 | 27 juin      | ABC                       | The Lexicon of Love              |           |
| 27 | 4 juillet    | ABC                       | The Lexicon of Love              |           |
| 28 | 11 juillet   | ABC                       | The Lexicon of Love              |           |
| 29 | 18 juillet   | ABC                       | The Lexicon of Love              |           |
| 30 | 25 juillet   | Divers artistes           | Fame (bande originale du film)   |           |
| 31 | 1er août     | The Kids from "Fame" (en) | The Kids from "Fame"             |           |
| 32 | 8 août       | The Kids from "Fame" (en) | The Kids from "Fame"             |           |
| 33 | 15 août      | The Kids from "Fame" (en) | The Kids from "Fame"             |           |
| 34 | 22 août      | The Kids from "Fame" (en) | The Kids from "Fame"             |           |
| 35 | 29 août      | The Kids from "Fame" (en) | The Kids from "Fame"             |           |
| 36 | 5 septembre  | The Kids from "Fame" (en) | The Kids from "Fame"             |           |
| 37 | 12 septembre | The Kids from "Fame" (en) | The Kids from "Fame"             |           |
| 38 | 19 septembre | The Kids from "Fame" (en) | The Kids from "Fame"             |           |
| 39 | 26 septembre | Dire Straits              | Love over Gold                   |           |
| 40 | 3 octobre    | Dire Straits              | Love over Gold                   |           |
| 41 | 10 octobre   | Dire Straits              | Love over Gold                   |           |
| 42 | 17 octobre   | Dire Straits              | Love over Gold                   |           |
| 43 | 24 octobre   | The Kids from "Fame"      | The Kids from "Fame"             |           |
| 44 | 31 octobre   | The Kids from "Fame"      | The Kids from "Fame"             |           |
| 45 | 7 novembre   | The Kids from "Fame"      | The Kids from "Fame"             |           |
| 46 | 14 novembre  | The Kids from "Fame"      | The Kids from "Fame"             |           |
| 47 | 21 novembre  | ABBA                      | The Singles: The First Ten Years |           |
| 48 | 28 novembre  | John Lennon               | The John Lennon Collection       |           |
| 49 | 5 décembre   | John Lennon               | The John Lennon Collection       |           |
| 50 | 12 décembre  | John Lennon               | The John Lennon Collection       |           |
| 51 | 19 décembre  | John Lennon               | The John Lennon Collection       |           |
| 52 | 26 décembre  | John Lennon               | The John Lennon Collection       |           |

## Meilleures ventes de l'année
Avec 1 210 000 disques vendus, Come On Eileen des Dexys Midnight Runners réalise la meilleure vente annuelle de singles. En deuxième position, Fame d'Irene Cara, avec 1 100 000 exemplaires écoulés, devance Eye of the Tiger du groupe Survivor qui a trouvé 956 000 acquéreurs. Le groupe Tight Fit arrive quatrième avec sa reprise de The Lion Sleeps Tonight et 901 000 copies vendues suivi de Culture Club avec Do You Really Want to Hurt Me pour 882 440 ventes. 
| Singles | Albums |
| --- | --- |
| 1. Dexys Midnight Runners – Come On Eileen 2. Irene Cara - Fame 3. Survivor – Eye of the Tiger 4. Tight Fit - The Lion Sleeps Tonight 5. Culture Club - Do You Really Want to Hurt Me 6. Musical Youth - Pass the Dutchie 7. Eddy Grant - I Don't Wanna Dance 8. Goombay Dance Band - Seven Tears 9. Paul McCartney et Stevie Wonder - Ebony and Ivory 10. The Jam - Town Called Malice / Precious | 1. Barbra Streisand – Love Songs 2. The Kids from "Fame" - The Kids from "Fame" 3. Madness - Complete Madness 4. ABC - The Lexicon of Love 5. Duran Duran - Rio 6. John Lennon - The John Lennon Collection 7. Dire Straits - Love over Gold 8. Haircut One Hundred - Pelican West 9. The Human League - Dare 10. Roxy Music - Avalon |